# トッレノーヴァ
トッレノーヴァ（イタリア語: Torrenova, シチリア語: Torrenova）は、イタリア共和国シチリア州メッシーナ県にある、人口約4,500人の基礎自治体（コムーネ）。

## 地理

### 位置・広がり

#### 隣接コムーネ
隣接するコムーネは以下の通り。
- カーポ・ドルランド
- カプリ・レオーネ
- ミリテッロ・ロズマリーノ
- サン・マルコ・ダルンツィオ
- サンターガタ・ディ・ミリテッロ